# 内弗尔霍特普一世
内弗尔霍特普一世（英語：Neferhotep I），埃及第十三王朝法老。在位约11年。他把欧西里斯雕像重新在阿比多斯立起，并且为几座古埃及神庙捐献了多座雕像。